# 17e étape du Tour de France 2020
Pour un article plus général, voir Tour de France 2020.
La 17e étape du Tour de France 2020 se déroule le mercredi 16 septembre 2020 entre Grenoble et le col de la Loze à Méribel, sur une distance de 170 kilomètres.

## Parcours
Après une côte non répertoriée en début d'étape, puis le sprint intermédiaire, avant deux ascensions classées en hors catégorie, le col de la Madeleine (15,8 km à 8,1 %) et le col de la Loze, nouvelle ascension du Tour (21,5 km à 7,8 %) et une arrivée au sommet à 2 304 mètres d’altitude.

## Déroulement de la course
Comme la veille, Richard Carapaz, Julian Alaphilippe et Lennard Kämna s'échappent, accompagnés cette fois-ci par Dan Martin et Gorka Izagirre (Astana). Dans le col de la Madeleine, Kämna est lâché puis repris par le peloton, tandis que Nairo Quintana est distancé. Carapaz passe en tête au sommet devant Alaphilippe, tandis que le maillot blanc s'empare de la tête du classement de la montagne grâce aux points de la 5e place. Martin perd sa place dans la descente. Dans le col de la Loze, Alaphilippe lâche prise à 12,9 km de l'arrivée, puis Izagirre connaît le même sort à 9,2 km du sommet. Carapaz est rejoint à 3 km du but par Primož Roglič, Sepp Kuss, Tadej Pogačar, Miguel Ángel López et Richie Porte. Kuss tente sa chance, suivi par López. Le Colombien part seul à 2,5 km de l'arrivée. Il s'impose avec 15 secondes d'avance sur le maillot jaune, 30 sur le maillot blanc, 1 minute 01 sur Porte, 1 minute 12 sur Mas, 1 minute 20 sur Landa et Yates, 1 minute 59 sur Urán et 2 minutes 13 sur Dumoulin. Grâce aux points doublés au sommet de l'ascension finale, le podium du classement de la montagne est le même, dans le désordre, que celui de l'étape. Pogačar prend le maillot à pois avec 3 pts d'avance sur Roglič et 15 sur López. Roglič conforte son maillot jaune, avec 57 secondes d'avance sur le maillot à pois et 1 minute 26 sur la vainqueur du jour. A plus de 3 minutes du leader, Porte, Yates, Urán et Landa se tiennent en 22 secondes. Mas et Dumoulin conservent leurs positions au classement général, tandis qu'Alejandro Valverde fait son entrée dans le Top 10, à 9 minutes 31 de Roglič, en profitant de la dégringolade de Quintana, désormais 15e après avoir perdu plus de 25 minutes sur cette étape.
« Film de l'étape », sur le site officiel, 16 septembre 2020

## Résultats

### Classement de l'étape
| Classement de la 17e étape | Classement de la 17e étape | Classement de la 17e étape | Classement de la 17e étape | Classement de la 17e étape |
|                            | Coureur                    | Pays                       | Équipe                     | Temps                      |
| -------------------------- | -------------------------- | -------------------------- | -------------------------- | -------------------------- |
| 1er                        | Miguel Ángel López         | Colombie                   | Astana                     | en 4 h 49 min 8 s          |
| 2e                         | Primož Roglič              | Slovénie                   | Jumbo-Visma                | + 15 s                     |
| 3e                         | Tadej Pogačar              | Slovénie                   | UAE Emirates               | + 30 s                     |
| 4e                         | Sepp Kuss                  | États-Unis                 | Jumbo-Visma                | + 56 s                     |
| 5e                         | Richie Porte               | Australie                  | Trek-Segafredo             | + 1 min 1 s                |
| 6e                         | Enric Mas                  | Espagne                    | Movistar                   | + 1 min 12 s               |
| 7e                         | Mikel Landa                | Espagne                    | Bahrain-McLaren            | + 1 min 20 s               |
| 8e                         | Adam Yates                 | Royaume-Uni                | Mitchelton-Scott           | + 1 min 20 s               |
| 9e                         | Rigoberto Urán             | Colombie                   | EF Pro Cycling             | + 1 min 59 s               |
| 10e                        | Tom Dumoulin               | Pays-Bas                   | Jumbo-Visma                | + 2 min 13 s               |
| modifier                   |                            |                            |                            |                            |

### Points attribués
| Sprint intermédiaire La Rochette (km 45,5) | Sprint intermédiaire La Rochette (km 45,5) | Sprint intermédiaire La Rochette (km 45,5) | Sprint intermédiaire La Rochette (km 45,5) | Sprint intermédiaire La Rochette (km 45,5) |
| ------------------------------------------ | ------------------------------------------ | ------------------------------------------ | ------------------------------------------ | ------------------------------------------ |
|                                            | Coureur                                    | Pays                                       | Équipe                                     | Point(s)                                   |
| 1er                                        | Julian Alaphilippe                         | France                                     | Deceuninck-Quick Step                      | 20                                         |
| 2e                                         | Dan Martin                                 | Irlande                                    | Israel Start-Up Nation                     | 17                                         |
| 3e                                         | Gorka Izagirre                             | Espagne                                    | Astana                                     | 15                                         |
| 4e                                         | Lennard Kämna                              | Allemagne                                  | Bora-Hansgrohe                             | 13                                         |
| 5e                                         | Richard Carapaz                            | Équateur                                   | Ineos Grenadiers                           | 11                                         |
| 6e                                         | Daryl Impey                                | Afrique du Sud                             | Mitchelton-Scott                           | 10                                         |
| 7e                                         | Sam Bennett                                | Irlande                                    | Deceuninck-Quick Step                      | 9                                          |
| 8e                                         | Michael Mørkøv                             | Danemark                                   | Deceuninck-Quick Step                      | 8                                          |
| 9e                                         | Peter Sagan                                | Slovaquie                                  | Bora-Hansgrohe                             | 7                                          |
| 10e                                        | Matteo Trentin                             | Italie                                     | CCC                                        | 6                                          |
| 11e                                        | Bryan Coquard                              | France                                     | B&B Hotels-Vital Concept                   | 5                                          |
| 12e                                        | Greg Van Avermaet                          | Belgique                                   | CCC                                        | 4                                          |
| 13e                                        | Lukas Pöstlberger                          | Autriche                                   | Bora-Hansgrohe                             | 3                                          |
| 14e                                        | Dries Devenyns                             | Belgique                                   | Deceuninck-Quick Step                      | 2                                          |
| 15e                                        | Kasper Asgreen                             | Danemark                                   | Deceuninck-Quick Step                      | 1                                          |
| modifier                                   |                                            |                                            |                                            |                                            |

| Arrivée d'étape Méribel - Col de la Loze (km 170) | Arrivée d'étape Méribel - Col de la Loze (km 170) | Arrivée d'étape Méribel - Col de la Loze (km 170) | Arrivée d'étape Méribel - Col de la Loze (km 170) | Arrivée d'étape Méribel - Col de la Loze (km 170) |
| ------------------------------------------------- | ------------------------------------------------- | ------------------------------------------------- | ------------------------------------------------- | ------------------------------------------------- |
|                                                   | Coureur                                           | Pays                                              | Équipe                                            | Point(s)                                          |
| 1er                                               | Miguel Ángel López                                | Colombie                                          | Astana                                            | 20                                                |
| 2e                                                | Primož Roglič                                     | Slovénie                                          | Jumbo-Visma                                       | 17                                                |
| 3e                                                | Tadej Pogačar                                     | Slovénie                                          | UAE Emirates                                      | 15                                                |
| 4e                                                | Sepp Kuss                                         | États-Unis                                        | Jumbo-Visma                                       | 13                                                |
| 5e                                                | Richie Porte                                      | Australie                                         | Trek-Segafredo                                    | 11                                                |
| 6e                                                | Enric Mas                                         | Espagne                                           | Movistar                                          | 10                                                |
| 7e                                                | Mikel Landa                                       | Espagne                                           | Bahrain-McLaren                                   | 9                                                 |
| 8e                                                | Adam Yates                                        | Royaume-Uni                                       | Mitchelton-Scott                                  | 8                                                 |
| 9e                                                | Rigoberto Urán                                    | Colombie                                          | EF Pro Cycling                                    | 7                                                 |
| 10e                                               | Tom Dumoulin                                      | Pays-Bas                                          | Jumbo-Visma                                       | 6                                                 |
| 11e                                               | Richard Carapaz                                   | Équateur                                          | Ineos Grenadiers                                  | 5                                                 |
| 12e                                               | Alejandro Valverde                                | Espagne                                           | Movistar                                          | 4                                                 |
| 13e                                               | Damiano Caruso                                    | Italie                                            | Bahrain-McLaren                                   | 3                                                 |
| 14e                                               | Guillaume Martin                                  | France                                            | Cofidis                                           | 2                                                 |
| 15e                                               | Valentin Madouas                                  | France                                            | Groupama-FDJ                                      | 1                                                 |
| modifier                                          |                                                   |                                                   |                                                   |                                                   |

|   |                    | \| \| Coureur \| Pays \| Équipe \| Secondes \| \| - \| ------------------ \| -------- \| ------------ \| -------- \| \| 1 \| Miguel Ángel López \| Colombie \| Astana \| 10 s \| \| 2 \| Primož Roglič \| Slovénie \| Jumbo-Visma \| 6 s \| \| 3 \| Tadej Pogačar \| Slovénie \| UAE Emirates \| 4 s \| |              |          |
|   | Coureur            | Pays | Équipe       | Secondes |
| 1 | Miguel Ángel López | Colombie | Astana       | 10 s     |
| 2 | Primož Roglič      | Slovénie | Jumbo-Visma  | 6 s      |
| 3 | Tadej Pogačar      | Slovénie | UAE Emirates | 4 s      |

### Cols et côtes
| Col de la Madeleine (km 107,5) Hors catégorie (17,1 km à 8,4%) | Col de la Madeleine (km 107,5) Hors catégorie (17,1 km à 8,4%) | Col de la Madeleine (km 107,5) Hors catégorie (17,1 km à 8,4%) | Col de la Madeleine (km 107,5) Hors catégorie (17,1 km à 8,4%) | Col de la Madeleine (km 107,5) Hors catégorie (17,1 km à 8,4%) |
| -------------------------------------------------------------- | -------------------------------------------------------------- | -------------------------------------------------------------- | -------------------------------------------------------------- | -------------------------------------------------------------- |
|                                                                | Coureur                                                        | Pays                                                           | Équipe                                                         | Point(s)                                                       |
| 1er                                                            | Richard Carapaz                                                | Équateur                                                       | Ineos Grenadiers                                               | 20                                                             |
| 2e                                                             | Julian Alaphilippe                                             | France                                                         | Deceuninck-Quick Step                                          | 15                                                             |
| 3e                                                             | Dan Martin                                                     | Irlande                                                        | Israel Start-Up Nation                                         | 12                                                             |
| 4e                                                             | Gorka Izagirre                                                 | Espagne                                                        | Astana                                                         | 10                                                             |
| 5e                                                             | Tadej Pogačar                                                  | Slovénie                                                       | UAE Emirates                                                   | 8                                                              |
| 6e                                                             | Valentin Madouas                                               | France                                                         | Groupama-FDJ                                                   | 6                                                              |
| 7e                                                             | Peio Bilbao                                                    | Espagne                                                        | Bahrain-McLaren                                                | 4                                                              |
| 8e                                                             | Wout Poels                                                     | Pays-Bas                                                       | Bahrain-McLaren                                                | 2                                                              |
| modifier                                                       |                                                                |                                                                |                                                                |                                                                |

| Méribel - Col de la Loze (km 170) Souvenir Henri-Desgrange Hors catégorie (21,5 km à 7,8%) | Méribel - Col de la Loze (km 170) Souvenir Henri-Desgrange Hors catégorie (21,5 km à 7,8%) | Méribel - Col de la Loze (km 170) Souvenir Henri-Desgrange Hors catégorie (21,5 km à 7,8%) | Méribel - Col de la Loze (km 170) Souvenir Henri-Desgrange Hors catégorie (21,5 km à 7,8%) | Méribel - Col de la Loze (km 170) Souvenir Henri-Desgrange Hors catégorie (21,5 km à 7,8%) |
| ------------------------------------------------------------------------------------------ | ------------------------------------------------------------------------------------------ | ------------------------------------------------------------------------------------------ | ------------------------------------------------------------------------------------------ | ------------------------------------------------------------------------------------------ |
|                                                                                            | Coureur                                                                                    | Pays                                                                                       | Équipe                                                                                     | Point(s)                                                                                   |
| 1er                                                                                        | Miguel Ángel López                                                                         | Colombie                                                                                   | Astana                                                                                     | 40                                                                                         |
| 2e                                                                                         | Primož Roglič                                                                              | Slovénie                                                                                   | Jumbo-Visma                                                                                | 30                                                                                         |
| 3e                                                                                         | Tadej Pogačar                                                                              | Slovénie                                                                                   | UAE Emirates                                                                               | 24                                                                                         |
| 4e                                                                                         | Sepp Kuss                                                                                  | États-Unis                                                                                 | Jumbo-Visma                                                                                | 20                                                                                         |
| 5e                                                                                         | Richie Porte                                                                               | Australie                                                                                  | Trek-Segafredo                                                                             | 16                                                                                         |
| 6e                                                                                         | Enric Mas                                                                                  | Espagne                                                                                    | Movistar                                                                                   | 12                                                                                         |
| 7e                                                                                         | Mikel Landa                                                                                | Espagne                                                                                    | Bahrain-McLaren                                                                            | 8                                                                                          |
| 8e                                                                                         | Adam Yates                                                                                 | Royaume-Uni                                                                                | Mitchelton-Scott                                                                           | 4                                                                                          |
| modifier                                                                                   |                                                                                            |                                                                                            |                                                                                            |                                                                                            |

### Prix de la combativité
- Julian Alaphilippe (Deceuninck-Quick Step)

## Classements à l'issue de l'étape

### Classement général
| Classement général | Classement général | Classement général | Classement général | Classement général |
|                    | Coureur            | Pays               | Équipe             | Temps              |
| ------------------ | ------------------ | ------------------ | ------------------ | ------------------ |
| 1er                | Primož Roglič      | Slovénie           | Jumbo-Visma        | en 74 h 56 min 4 s |
| 2e                 | Tadej Pogačar      | Slovénie           | UAE Emirates       | + 57 s             |
| 3e                 | Miguel Ángel López | Colombie           | Astana             | + 1 min 26 s       |
| 4e                 | Richie Porte       | Australie          | Trek-Segafredo     | + 3 min 5 s        |
| 5e                 | Adam Yates         | Royaume-Uni        | Mitchelton-Scott   | + 3 min 14 s       |
| 6e                 | Rigoberto Urán     | Colombie           | EF Pro Cycling     | + 3 min 24 s       |
| 7e                 | Mikel Landa        | Espagne            | Bahrain-McLaren    | + 3 min 27 s       |
| 8e                 | Enric Mas          | Espagne            | Movistar           | + 4 min 18 s       |
| 9e                 | Tom Dumoulin       | Pays-Bas           | Jumbo-Visma        | + 7 min 23 s       |
| 10e                | Alejandro Valverde | Espagne            | Movistar           | + 9 min 31 s       |
| modifier           |                    |                    |                    |                    |

| Classement par points | Classement par points | Classement par points | Classement par points    | Classement par points |
| --------------------- | --------------------- | --------------------- | ------------------------ | --------------------- |
|                       | Coureur               | Pays                  | Équipe                   | Point(s)              |
| 1er                   | Sam Bennett           | Irlande               | Deceuninck-Quick Step    | 278 points            |
| 2e                    | Peter Sagan           | Slovaquie             | Bora-Hansgrohe           | 231 pts               |
| 3e                    | Matteo Trentin        | Italie                | CCC                      | 218 pts               |
| 4e                    | Bryan Coquard         | France                | B&B Hotels-Vital Concept | 171 pts               |
| 5e                    | Caleb Ewan            | Australie             | Lotto-Soudal             | 158 pts               |
| 6e                    | Julian Alaphilippe    | France                | Deceuninck-Quick Step    | 150 pts               |
| 7e                    | Wout van Aert         | Belgique              | Jumbo-Visma              | 131 pts               |
| 8e                    | Michael Mørkøv        | Danemark              | Deceuninck-Quick Step    | 120 pts               |
| 9e                    | Tadej Pogačar         | Slovénie              | UAE Emirates             | 112 pts               |
| 10e                   | Alexander Kristoff    | Norvège               | UAE Emirates             | 100 pts               |
| modifier              |                       |                       |                          |                       |

| Classement du meilleur grimpeur | Classement du meilleur grimpeur | Classement du meilleur grimpeur | Classement du meilleur grimpeur | Classement du meilleur grimpeur |
| ------------------------------- | ------------------------------- | ------------------------------- | ------------------------------- | ------------------------------- |
|                                 | Coureur                         | Pays                            | Équipe                          | Point(s)                        |
| 1er                             | Tadej Pogačar                   | Slovénie                        | UAE Emirates                    | 66 points                       |
| 2e                              | Primož Roglič                   | Slovénie                        | Jumbo-Visma                     | 63 pts                          |
| 3e                              | Miguel Ángel López              | Colombie                        | Astana                          | 51 pts                          |
| 4e                              | Benoît Cosnefroy                | France                          | AG2R La Mondiale                | 36 pts                          |
| 5e                              | Pierre Rolland                  | France                          | B&B Hotels-Vital Concept        | 36 pts                          |
| 6e                              | Nans Peters                     | France                          | AG2R La Mondiale                | 32 pts                          |
| 7e                              | Richard Carapaz                 | Équateur                        | Ineos Grenadiers                | 32 pts                          |
| 8e                              | Marc Hirschi                    | Suisse                          | Sunweb                          | 31 pts                          |
| 9e                              | Richie Porte                    | Australie                       | Trek-Segafredo                  | 28 pts                          |
| 10e                             | Lennard Kämna                   | Allemagne                       | Bora-Hansgrohe                  | 27 pts                          |
| modifier                        |                                 |                                 |                                 |                                 |

| Classement général du meilleur jeune | Classement général du meilleur jeune | Classement général du meilleur jeune | Classement général du meilleur jeune | Classement général du meilleur jeune |
|                                      | Coureur                              | Pays                                 | Équipe                               | Temps                                |
| ------------------------------------ | ------------------------------------ | ------------------------------------ | ------------------------------------ | ------------------------------------ |
| 1er                                  | Tadej Pogačar                        | Slovénie                             | UAE Emirates                         | en 74 h 57 min 1 s                   |
| 2e                                   | Enric Mas                            | Espagne                              | Movistar                             | + 3 min 21 s                         |
| 3e                                   | Valentin Madouas                     | France                               | Groupama-FDJ                         | + 1 h 24 min 17 s                    |
| 4e                                   | Daniel Felipe Martínez               | Colombie                             | EF Pro Cycling                       | + 1 h 48 min 51 s                    |
| 5e                                   | Lennard Kämna                        | Allemagne                            | Bora-Hansgrohe                       | + 1 h 52 min 47 s                    |
| 6e                                   | Harold Tejada                        | Colombie                             | Astana                               | + 2 h 11 min 39 s                    |
| 7e                                   | Neilson Powless                      | États-Unis                           | EF Pro Cycling                       | + 2 h 27 min 20 s                    |
| 8e                                   | Niklas Eg                            | Danemark                             | Trek-Segafredo                       | + 2 h 30 min 43 s                    |
| 9e                                   | Marc Hirschi                         | Suisse                               | Sunweb                               | + 2 h 42 min 49 s                    |
| 10e                                  | Pavel Sivakov                        | Russie                               | Ineos Grenadiers                     | + 3 h 36 min 45 s                    |
| modifier                             |                                      |                                      |                                      |                                      |

| Classement par équipes | Classement par équipes | Classement par équipes | Classement par équipes |
|                        | Équipe                 | Pays                   | Temps                  |
| ---------------------- | ---------------------- | ---------------------- | ---------------------- |
| 1re                    | Movistar               | Espagne                | en 224 h 49 min 23 s   |
| 2e                     | Jumbo-Visma            | Pays-Bas               | + 30 min 7 s           |
| 3e                     | EF Pro Cycling         | États-Unis             | + 1 h 3 min 21 s       |
| 4e                     | Bahrain-McLaren        | Bahreïn                | + 1 h 4 min 4 s        |
| 5e                     | Ineos Grenadiers       | Royaume-Uni            | + 1 h 17 min 59 s      |
| 6e                     | Trek-Segafredo         | États-Unis             | + 1 h 28 min 37 s      |
| 7e                     | Astana                 | Kazakhstan             | + 1 h 33 min 59 s      |
| 8e                     | AG2R La Mondiale       | France                 | + 2 h 37 min 56 s      |
| 9e                     | UAE Emirates           | Émirats arabes unis    | + 2 h 49 min 25 s      |
| 10e                    | Arkéa-Samsic           | France                 | + 2 h 55 min 8 s       |
| modifier               |                        |                        |                        |

## Abandons
- Egan Bernal (Ineos Grenadiers) : non-partant
- Stefan Küng (Groupama-FDJ) : non-partant
- Mikel Nieve (Mitchelton-Scott) : abandon
- Jens Debusschere (B&B Hotels-Vital Concept) : hors délais